# Cercyonis hoffmani
Cercyonis hoffmani är en fjärilsart som beskrevs av John Kern Strecker 1872. Cercyonis hoffmani ingår i släktet Cercyonis och familjen praktfjärilar. Inga underarter finns listade i Catalogue of Life.